# Andersonoplatus peck
Andersonoplatus peck es una especie de escarabajo del género Andersonoplatus, familia Chrysomelidae. Fue descrita científicamente por Linzmeier & Konstantinov en 2018.
Habita en Venezuela.

## Descripción
La longitud del cuerpo es de 1,62–1,78 mm y ancho 0,81–0,91 mm, brillante con abundante pelaje. A. peck es de color marrón claro.